# 百一夜
『百一夜』（ひゃくいちや、原題: Les Cent et une nuits de Simon Cinéma）は、1995年のフランス・イギリス合作映画。
映画発明100年を記念して作られたフィクションとドキュメンタリーを織り交ぜたコメディであり、欧米のスターの錚々たるメンバーが集結した大型映画。
- 百一夜【俳優たち】
- 百一夜【短い友情出演】
- 百一夜【城にて】
- 百一夜【若者たち】
- 百一夜【とても若い者たち】

## スタッフ
- 監督・脚本：アニエス・ヴァルダ
- 製作：ジェレミー・トーマス、ドミニク・ヴィネ
- 撮影：エリック・ゴーティエ
- 衣装（デザイン）：ロザリー・ヴァルダ

## キャスト
- ミシェル・ピコリ（吹替：有本欽隆）
- マルチェロ・マストロヤンニ（吹替：土師孝也）
- アンリ・ガルサン（吹替：広瀬正志）
- ジュリー・ガイエ（吹替：佐々木瑶子）
- マチュー・ドゥミ（吹替：成田剣）
- アラン・ドロン（吹替：中田和宏）
- カトリーヌ・ドヌーヴ
- ロバート・デ・ニーロ（吹替：中田和宏）
- ジェラール・ドパルデュー（吹替：堀内賢雄）
- ハンナ・シグラ
- ジャンヌ・モロー（吹替：真山亜子）
- ファニー・アルダン（吹替：光明寺敬子[1]）
- ダリル・ハンナ
- ジャン・クロード・ロメール（フランス語版）
- ジェーン・バーキン（吹替：真山亜子）
- エマニュエル・サランジェ
- アヌーク・エーメ
- ジャン＝ポール・ベルモンド（吹替：堀内賢雄）
- ハリソン・フォード
- ベベ・メルク
- スティーヴン・ドーフ
- ジャン＝ピエール・レオ
- ジャン＝ユーグ・アングラード
- レオナルド・ディカプリオ
- ジーナ・ロロブリジーダ
- エミリー・ロイド
- マーティン・シーン
- イザベル・アジャーニ
- カルロ・ブノワ
- ハリー・ディーン・スタントン